# Heinrich von Helldorff (Politiker, 1832)
Heinrich Karl Freiherr von Helldorff (* 30. Oktober 1832 in Weimar; † 7. Dezember 1897 in Schwerstedt) war großherzoglich-sächsischer Kammerherr in Weimar.

## Leben
Helldorf gehört der meißnischen Uradelsfamilie von Helldorff an. Verheiratet war er mit Therese von Helldorff, geb. von Gerstenbergk. Er war außer in seiner Eigenschaft als Kammerherr und Politiker Oberstschenk und Gutsherr von Schwerstedt bei Weimar. Helldorff sollte nach dem Tod von Wolfgang Maximilian von Goethe nach dessen Tod 1883 nach Wunsch des preußischen Kultusministers Gustav von Goßler von Walther Wolfgang von Goethe ein Vermächtnis zugunsten des Reiches auszuhandeln suchen. Ein Testament war zunächst nicht vorhanden, Helldorff brachte ein Entwurf Ende 1884 hierzu zu Gunsten des Reiches zum letzten Goethe. Von Helldorf war dem Ansinnen Goßlers nicht unwohlgesonnen. Klare Antworten gab Walther von Goethe jedoch nicht. Doch ging aus dem Testamententwurf Helldorffs hervor, dass er klar genug war und nur noch unterschrieben werden musste um wirksam zu sein. Das unterblieb. Wolfgang Vulpius schreibt in seiner Biographie zu Walther Wolfgang von Goethe: „Die Vermutung, daß Helldorfs Drängen den Vollzug des Testaments zugunsten des Weimarischen Staates und der Großherzogin Sophie beschleunigt habe, ist nicht von der Hand zu weisen. Carl Alexander scheint jedenfalls der Testamentseröffnung nach Walthers Tod [1885] mit aller Ruhe entgegen gesehen haben“. Die Großherzogin Sophie und der Großherzog kannten den Inhalt des Testaments. Thera Coppens schreibt in ihrer Biographie zur Großherzogin Sophie anlässlich der Testamentseröffnung: „Sie fühlte die Gier der Anwesenden. Der König von Preußen, der deutsche Bundesstaat, der König von Bayern und viele andere hatten sich jahrelang vergeblich um den profitablen Nachlass bemüht.“  Der Großherzog Carl Alexander und die Großherzogin Sophie hatten letztendlich im Wesentlichen dafür gesorgt, dass die Bemühungen der eben genannten Seiten vergebens waren. Der Politiker Heinrich von Helldorf war sachsen-weimarischer Landtagsabgeordneter und Wirklicher Geheimer Rat. Nirgends als bei der Nachlassangelegenheit ist er so deutlich greifbar. Bei diesen Inhalten ging es letztlich um nicht weniger als den gesamten Nachlass Johann Wolfgang von Goethes, einschließlich des berühmten Goethes Gartenhaus und Goethes Wohnhaus. Kulturpoltisch und kulturgeschichtlich ist der Vorgang von außerordentlicher Bedeutung. Er hat durchaus eine reichspolitische Dimension. Die Großherzogin Sophie hatte letztlich dafür gesorgt, dass der „profitable Nachlass“ nicht veräußert wurde und somit als Ganzes in Weimar verblieb. Mit dem Goethe- und Schiller-Archiv schuf sie auch in baulicher Beziehung in der Angelegenheit Fakten.